# Choreborogas brevicarinatus
Choreborogas brevicarinatus är en stekelart som beskrevs av Van Achterberg 1995. Choreborogas brevicarinatus ingår i släktet Choreborogas och familjen bracksteklar. Inga underarter finns listade i Catalogue of Life.